# Skrebelîci, Ovruci
Skrebelîci (în ucraineană Скребеличі) este un sat în comuna Pokaliv din raionul Ovruci, regiunea Jîtomîr, Ucraina.

## Demografie
Componența lingvistică a localității Skrebelîci
     Ucraineană (98,36%)
     Alte limbi (1,64%)
Conform recensământului din 2001, majoritatea populației localității Skrebelîci era vorbitoare de ucraineană (98,36%), existând în minoritate și vorbitori de alte limbi.